# Portrait de femme (Maes)
Pour les articles homonymes, voir Portrait de femme.
Ce tableau, réalisé à la peinture à l'huile sur toile, a été peint en 1674 par Nicolaes Maes (1634 Dordrecht – 1693 Amsterdam). La toile, mesurant 102 cm de haut par 80,5 cm de large, est signée et datée en bas à gauche : « Maes 1674 ».

## Histoire du tableau
Appartenant à la collection de Louis La Caze (1798-1869) jusqu'en 1869, date de son legs au musée du Louvre, le tableau est mis en dépôt par l’État au musée des Augustins de Toulouse en février 1873. Le legs de toute sa collection de tableaux au musée du Louvre, selon son testament du 24 juillet 1865, est célèbre pour être la plus grande donation d'un particulier à ce musée. Sur l'ensemble des tableaux légués, 370 sont envoyés dans des musées hors de Paris.
Au revers, sur le châssis, on peut voir une étiquette imprimée portant l'inscription : « collection Louis La Caze 1869 ». Dans l'inventaire après décès du docteur Louis La Caze, on peut lire à propos de ce portrait de femme : « Inconnu, 500. Une femme a la chevelure blonde vue de face, en riche costume. Elle a au cou et au bras un collier et des bracelets en perles. Ses manches blanches sont ornées de bouffettes or et pourpre. Toile. Hauteur quatre vingt quatorze centimètres. Largeur soixante quinze centimètres [sic]. » Dans l'État des tableaux de la collection La Caze, no286, le tableau est d'abord attribué à : « Vandyck (école de) portrait de femme ou leslie ou maes ». La signature et la date sont redécouvertes en 1947 lors de la restauration du tableau par l'artiste-peintre, restaurateur et chef de l'atelier de restauration du Louvre Jean-Gabriel Goulinat, permettant alors son attribution certaine.

## Description
Ce tableau nous donne donc à voir un portrait de femme richement vêtue : une coiffure « à la Sévigné », de nombreux bijoux – bagues, collier et deux bracelets de perles à six rangs, boucles d'oreilles et broche ou fermail –, une robe à larges rubans et minutieuses dentelles... Son habillement serait d'inspiration italienne. La femme se détache sur un fond sombre : à sa droite, on distingue un large drapé et, à sa gauche, une ouverture sur un paysage boisé avec un ciel nuageux. Un élément architectural d'extérieur en forme de vase perché au sommet d'un pilier apparaît dans l'ombre, à droite du tableau. Si l'identité de la femme portraiturée est inconnue, certains détails nous donnent quelques pistes. Un autre portrait de Maes, daté de l'année suivante, représente une femme qui a été identifiée comme Anna Maria Parensi. On y retrouve le collier de perles, le fermail de pierres noires, la coiffure à la Sévigné, les manches décorées de larges rubans rouges et la robe dorée agrémentée de dentelles. La posture des modèles est également similaire. Anna Maria van Diemen est née à Amsterdam et elle épouse le 1er septembre 1675 un marchand de Lucques en Italie : Gerolamo Parensi. Ce deuxième portrait daté de 1675 serait un portrait de mariage. Dans ce cas, un portrait de l'époux avait également été réalisé mais il n'a pas été retrouvé. La ressemblance entre les portraits de 1674 et 1675 pourrait être due à l'art répétitif de Nicolaes Maes, mais les deux portraits peuvent également être liés d'une autre manière, aujourd'hui encore inconnue.
Nicolaes Maes est un peintre hollandais connu pour ses scènes de genre et ses portraits. Élève de Rembrandt, il est également très influencé par la peinture flamande. Dans les années 1660, il fait en effet un séjour à Anvers où il rencontre notamment Jacob Jordaens. En 1673, le peintre s'installe à Amsterdam. À partir de ce moment, il peint quasiment exclusivement des portraits.
Ce portrait, qui date plutôt de la fin de la carrière de Nicolaes Maes, donne à voir une peinture précieuse et raffinée, montrant une femme richement vêtue, représentée dans une pose faussement naturelle, comme surprise en plein mouvement, et en suivant les conventions sociales de l'époque. L'artiste s'inspire ici fortement du peintre Antoon van Dyck, aussi bien par le traitement des tissus, l'insertion d'un élément architectural, la pose générale du modèle... Le grand format du tableau, permettant de représenter le modèle grandeur nature, souligne également la richesse du ou de la commanditaire.

### Ouvrages
- Musée des Augustins, Le Nord en lumières : La peinture hollandaise et flamande au musée des Augustins (dossier de presse d'exposition au Musée des Augustins), Toulouse, Musée des Augustins, 2005, 21 p.
- David Fiozzi, Les tableaux hollandais des XVIIe et XVIIIe siècles du musée des Augustins : catalogue raisonné (catatalogue à l'occasion de l'exposition « Le Nord en lumières : La peinture flamande et hollandaise au musée des Augustins »), Toulouse, Musée des Augustins, 2004, 158 p. (ISBN 2-901820-35-2)
- Guillaume Faroult (dir.), Sophie Eloy (collab.), musée du Louvre (aut.), La collection La Caze : chefs-d'oeuvre des peintures des XVIIe et XVIIIe siècles, Paris, Musée du Louvre éditions, Hazan, 2007, 287 p. (ISBN 978-2754101783)

- Marie De Villermont, Histoire de la coiffure féminine, par la Ctesse Marie de Villermont, Paris, H. Laurens, 1892 (lire en ligne)